# 泉州公交微6路
泉州公交微6路是中华人民共和国泉州市境内的一条公共交通线路，原名X2路，全程8.5公里。起讫点为西湖公园至笋江公园，运营时间为双向7:00-20:30。

## 历史
- 2016年6月21日，泉州市道路运输管理处批准泉州公交发展有限公司（公交集团前身）关于开通X2路的申请
- 2016年6月26日，泉州公交开通X2路社区巴士。初期运营区间为丰泽广场-云谷公交站，初期运营时间为双向7:00-19:00，票价¥1/人。使用车辆为10部金旅XML6700JEV30C型空调电动巴士[1]
- 2016年12月3日，X2路更换为10部友谊ZGT6608NV1C型空调LNG小巴[2]，同时由一分公司（后更名为江南公司）转为隶属于四分公司（后更名为城东公司）
- 2016年12月19日，市道管处批准泉州公交关于变更X2路运营路线的申请
- 2017年1月2日，X2路运营区间变更为圣墓至北师大附中，运行时间调整为6:00-19:00，运营车辆数降为9部，票价不变[3]
- 2017年3月13日，因圣墓周边环境整治，造成圣墓路无法通行。X2路取消途径圣墓。并缩线运行至人才大厦后立折返回。[4]
- 2017年12月，X2路再次由四分公司转为隶属于五分公司（后更名为温陵公司）
- 2018年4月18日，因开通K510路需要[5]，X2路划拨2部ZGT6608NV1C至K510路，X2路配车数降为8部
- 2020年1月31日，受新型冠状病毒肺炎防控要求影响。X2路自当日0:00起暂停运行至2月16日。[6]
- 2020年2月17日，X2路自该日起恢复运营。[7]
- 2022年3月16日，因疫情防控要求暂停中心市区范围内所有公交线路运营。X2路自当日首班起再次暂停运营至4月17日。[8]
- 2022年4月18日，X2路恢复运营。[9]
- 2022年7月18日，受兰台路施工改造影响，自该日起X2路临时取消途径兰台路铭湖社区、泉州市人力资源市场。改为至人才大厦始发终到。
- 2022年12月5日，受淮秀街施工改造影响，自该日起X2路临时取消途径淮秀街，其他不变。
- 2023年1月，X2路由温陵公司划转至江南公司管理。
- 2023年2月25日，因津淮街东段道路改造，X2路自该日起临时取消途径北师大附中站，改为途径云鹿路至云山小学站始发终到，其它不变。[10]
- 2023年3月24日，X2路恢复途径兰台路铭湖社区、泉州市人力资源市场站。
- 2023年5月29日，X2路自该日起恢复至北师大附中始发终到，取消途径云山小学。同日，X2路起点站调整为线务局站[11]
- 2023年9月25日，原北师大附中更名为泉州北附中学站。[12]
- 2024年1月1日，因优化调整，原X2路更名为微6路。运营区间变更为西湖公园-笋江公园，运营时间变更为双向7:00-20:30，里程数由11.1公里减少为8.5公里。并更换为3部金旅XML6606JEVA0C1型空调电动巴士，原配8部ZGT6608NV1C退役。[13][14]
- 2024年1月11日，因百源路污水管道封闭施工影响，微6路自该日起取消途径百源路。改为途径九一街、温陵北路、涂门街至府文庙站后原线行驶，其它不变。[15]
- 2024年2月6日，微6路恢复途径百源路，取消途径九一街、温陵北路。
- 2024年7月5日，因新门-涂门街污水干管建设工程施工。微6路自该日双向临时取消途径新门街头、府文庙、百源路。改为途径壕沟墘、庄府巷、打锡街至承天寺站后原线行驶，并增停鲤城区政府、打锡街等站，其它不变。[16]
- 2025年1月6日，微6路恢复途径新门街头、府文庙、百源路，取消途壕沟墘、庄府巷、打锡街。[17]

## 站点
| 路线 | 路线 | 路线 | 所在地区、街道 | 所在地区、街道 | 站点名     | 备注            |
| ---- | ---- | ---- | -------------- | -------------- | ---------- | --------------- |
|      |      |      | 丰泽区         | 新华北路       | 西湖公园   | 起讫站          |
|      |      |      | 丰泽区         | 新华北路       | 邮电公寓   |                 |
|      |      |      | 丰泽区         | 新华北路       | 建南花园   |                 |
|      |      |      | 丰泽区         | 新华北路       | 新华小区   |                 |
|      |      |      | 丰泽区         | 新华北路       | 西湖小区   |                 |
|      |      |      | 鲤城区         | 城北路         | 城北路西段 | 原名 汽车西站   |
|      |      |      | 鲤城区         | 城北路         | 朝天门     |                 |
|      |      |      | 鲤城区         | 学府街         | 学府街西段 |                 |
|      |      |      | 鲤城区         | 学府街         | 泉州一中   |                 |
|      |      |      | 鲤城区         | 学府街         | 外国语学校 | 原名 外国语中学 |
|      |      |      | 鲤城区         | 南俊路         | 南俊路北段 |                 |
|      |      |      | 鲤城区         | 南俊路         | 承天寺     |                 |
|      |      |      | 鲤城区         | 百源路         | 百源路     |                 |
|      |      |      | 鲤城区         | 涂门街         | 府文庙     |                 |
|      |      |      | 鲤城区         | 新门街         | 新门街头   |                 |
|      |      |      | 鲤城区         | 新门街         | 新门菜市   |                 |
|      |      |      | 鲤城区         | 新门街         | 甲第巷口   |                 |
|      |      |      | 鲤城区         | 新门街         | 蔬菜公司   |                 |
|      |      |      | 鲤城区         | 笋江路         | 笋江公园   | 起讫站          |

## 票价
微6路计价方式为一票制，票价¥1.0。
- 泉通卡普通卡9折，月票卡、敬老卡、爱心卡优惠有效
- 可使用泉城通APP及支付宝、云闪付、微信乘车码支付

## 配车
微6路配车数总计3部，其中：
- 金旅XML6606JEVA0C1  3部

- 金旅XML6700JEV30C
（2016.6 - 2016.12）
- 友谊ZGT6608NV1C
（2016.12 - 2023.12）
- 金旅XML6606JEVA0C1
（2024.1 - ）

## 相关
- 泉州公交线路列表